# Monte Sella
Situato in provincia di Lucca, all'interno del Parco Regionale delle Alpi Apuane, il Monte Sella è una montagna, alta 1739 metri sul livello del mare, che si trova lungo la dorsale principale della catena Apuana, a Sud del Monte Alto di Sella ed a Nord del Monte Macina.
Morfologicamente, il Monte Sella è un enorme bastione di roccia che insieme al Monte Alto di Sella separa due versanti ripidissimi, quello ad Ovest, il “marino”, verso Resceto; quello ad Est, il garfagnino, verso la Valle di Arnetola. Questa poderosa e affilata “lama di coltello” rocciosa, piuttosto dritta, lunga due chilometri e mezzo, va dalla base dell'imponente piramide triangolare di marmo bianco del Tambura, presso il Passo omonimo, fino al Passo Sella. La cresta si mantiene per circa un chilometro oltre i 1700 metri di quota.
Il Passo Sella, a 1500 metri di quota, lo separa anche dalla catena che si distacca lateralmente verso Est dalla dorsale principale per formare, prima il Monte Fiocca, alto 1711 metri, poi la Penna di Sumbra, alta 1765 metri.
Al Monte Sella si accede partendo dal paese di Arni, poi proseguendo per mulattiera fino al Rifugio E. Puliti, del CAI di Pietrasanta, quindi fino al Passo Sella ed infine si giunge alla vetta, con un sentiero che necessita di attenzione e che presenta alcune difficoltà di tipo alpinistico, specialmente se c'è scarsa visibilità o c'è ghiaccio.
Il panorama che si ammira spazia: a nord, verso la cresta, che porta all'Alto di Sella, e verso le cime delle altre Alpi Apuane, Tambura, Contrario, Cavallo, Grondilice e Sagro; a ovest, verso tutta la riviera della Versilia, verso il Mare Tirreno e le isole dell'Arcipelago Toscano e la Corsica; a sud, verso le vette dell'Altissimo, della Pania della Croce, della Pania Secca, della Penna di Sumbra; a est, verso le valli della Garfagnana e, in lontananza, verso l'Appennino Tosco-Emiliano. 